# Opstand van Vlissingen
De Opstand van Vlissingen vond plaats op 6 april 1572 tijdens de Tachtigjarige Oorlog. Gewapende burgers verjoegen die dag zelfstandig het Waalse garnizoen. Bij het horen van de Inname van Den Briel door de Geuzen kwam er vervolgens actie binnen de bevolking om de hulp in te roepen van de Geuzen om eventuele Spaanse tegenaanvallen af te slaan.

## Achtergrond

### Defensieve maatregelen
Er was anno 1571 al enige tijd een garnizoen van Waalse soldaten in Habsburgse dienst gelegerd in Vlissingen. In april 1571 had gouverneur Anthonie nog weten te voorkomen dat het tot een botsing zou komen tussen het reeds bestaande Waalse garnizoen en de komst van drie Spaanse compagnieën; het was namelijk bekend dat die slecht met elkaar overweg konden en de betreffende Spaanse vendels hadden de voorgaande zomer in Zierikzee al grote problemen veroorzaakt. De bevolking protesteerde eind 1571 vervolgens ook een keer tegen de Waalse inkwartiering. Begin 1572 waren er 60 Waalse soldaten in Vlissingen. Naast nog 80 Waalse troepen in Middelburg en nog een Waalse compagnie van Van Steenbeke in Veere en Arnemuiden (mogelijk vanaf eind maart 1572) was er begin 1572 elders op Walcheren, laat staan in de rest van Zeeland, geen Habsburgs garnizoen te bekennen.
De centrale regering in Brussel was zich bewust van de stragische waarde van Walcheren en dat het eiland kwetsbaar was voor een amfibische aanval vanaf zee. In 1571 liet de hertog van Alva zijn enige maanden eerder ontwikkelde bouwplannen uitvoeren voor een reeks verdedigingswerken om strategisch belangrijke plaatsen zoals Vlissingen beter onder controle te kunnen houden. Ze waren onderdeel van een gedetailleerd "Project voor de bewaring van het eiland Walcheren tegen een inval" dat op 29 maart 1572 op schrift werd gesteld, op 1 april 1572 besproken in de Raad van State en met enige aanpassingen aangenomen. Terwijl de bouw van een fort te Vlissingen reeds in mei 1571 bezig was, vorderde het project traag, kwam tijdens de wintermaanden stil te liggen en werd voorjaar 1572 hervat. Op 4 april kreeg Jan Clockman uit Brussel te horen dat er 600 bouwvakkers uit oostelijk Vlaanderen zouden worden aangeworven om de Vlissingse citadel te voltooien.
Ondertussen arriveerden op 3 april 1572 drie Spaanse kwartiermakers om de komst van een nieuw Spaans garnizoen voor te bereiden en om het bestaande Waalse garnizoen af te lossen. De nieuwe bezetting telde 3 Spaanse compagnieën, bestaande uit 500 soldaten uit het tercio van Sicilië onder leiding Balthasaro Osorio.

### Historische vraagstukken
Het belangrijkste, maar op zichzelf niet beslissende, achterliggende motief voor burgerlijke opstandigheid tegen de Habsburgse regeringstroepen was volgens stadshistoricus Peter van Druenen (2022) de bouw van deze citadel, die deels binnen, deels buiten de oude stadsmuren zou worden gebouwd. Clasina Rooze-Stouthamer (2009) wees erop dat de citadel precies kwam op de plek waar de Vlissingers een havenuitbreiding – belangrijk voor de plaatselijke welvaart – gepland hadden. Toen de Spaanse architect, ingeniaire Scipio Campi, daartoe op 29 maart 1572 op verschillende plaatsen de stadsmuren liet openbreken zodat de bouwwerkzaamheden er konden worden voortgezet, leidde dat tot beroering onder de bevolking. Gekoppeld met de gevreesde invoering van de Tiende Penning, de reeds bestaande overlast van inkwartiering en de aankondiging dat er nog meer soldaten in de stad zouden worden gelegerd, werden de burgers steeds onrustiger. Volgens een ooggetuigenverslag van Joris de Raed van Nieukerke, rector van de lokale Latijnse school, begon er reeds op 2 april 1572 een 'opstand'. De komst van de drie kwartiermakers op 3 april zou die nog hebben aangewakkerd.
Het is niet helemaal bekend wie wanneer wist over de inname van Den Briel op 1 april en in hoeverre die kennis de gebeurtenissen in Vlissingen heeft beïnvloed. Sommige ontwikkelingen speelden zich al in Vlissingen af vóór 1 april, maar het nieuws over Den Briel verspreidde zich vrij snel: op 2 april schrokken de autoriteiten op Schouwen ervan en versterkten gauw hun wacht. Op 4 april hoorde Alva te Brussel over de Brielse inname en beval 3 Spaanse infanterievendels uit Breda ter versterking naar Schouwen, maar hij bedacht zich dezelfde dag nog en stuurde ze naar Vlissingen. De Walcherse gouverneur Anthonie (Anthonis) van Bourgondië liet op 5 april 's avonds nog vertegenwoordigers van alle dorpen op het eiland bij hem in Middelburg komen om instructies voor versterking van de wacht te ontvangen.
Onduidelijk is verder welke rol werd gespeeld door Johan van Kuijck (Kuyk, Cuyck), een plaatselijke lage edelman die op 2 april aanwezig was in Vlissingen en van daaruit later namens de rebellen brieven zou brengen naar Den Briel, waar hij op 11 april aankwam. Hij behoorde echter niet tot het comité van vier hoplieden (Jaques Swijse, Jan de Moor, Leis Gillese Leest en Jacob Langestraet) dat op 6 april werd benoemd om na de opstand de orde in Vlissingen te bewaren. Het is bekend dat Kuijk later een leidende rol zou spelen (onder andere bij de inname van Veere op 3 mei), maar er zijn pas duidelijke aanwijzingen voor zijn contacten en uiteindelijk nauwe banden met Willem van Oranje na 1572.
In tegenstelling tot wat vaak beweerd is, was er ook geen sprake van een opstand van "de protestanten" tegen "de katholieken"; tussen protestantse en katholieke burgers werd eendrachtig samengewerkt in verzet tegen de inkwartiering van nieuwe troepen. Tot slot is het onzeker waarom het Waalse garnizoen niets lijkt te hebben gedaan om de opstand neer te slaan, maar uit eigen beweging Vlissingen lijkt te hebben verlaten, wellicht nog voordat de opstand überhaupt uitbrak.

## Verloop
Begin april 1572 wilde Alva zoals gepland vanuit Bergen op Zoom het nieuwe garnizoen van 500 Spaanse soldaten uit Sicilië onder leiding van Balthasar Osorio (of Osario Angelo) naar Vlissingen sturen met de bedoeling daar op 5 april 's avonds aan land te gaan. Vanwege de wind kon de haven van Vlissingen nog niet worden bereikt, dus ging de vloot op de rede voor anker liggen wachten op beter weer.

### Oproer
Toen de volgende ochtend op zondag 6 april, Eerste Paasdag, de kwartiermakers rond 9:00 uur op het stadhuis bij de burgemeester en zijn bestuur kwamen om te onderhandelen over hoe de aflossing van de 60 Waalse door de 500 Spaanse soldaten moest verlopen, vooral de inkwartiering van de laatsten, werden burgers oproerig. Rond 10 uur verzamelde zich een woedende menigte bij het stadhuis om tegen de nieuwe bezetting te protesteren. De Waalse bezetting had al het nodige geld gekost en de nog grotere Spaanse bezetting zou het de bevolking nog zwaarder maken. Met name het (onbevestigde) gerucht dat een kwartiermaker zou hebben gezegd dat iedere man die een huis bezat soldaten diende in te kwartieren, van voedsel te voorzien en bovendien "zijn vrouw en dochter(s) zou moeten afstaan" deed de vlam in de pan slaan. Een meute van woedende burgers eiste dat het stadsbestuur de sleutels van het wapen- en munitiedepot zou overhandigen zodat zij zich tegen de regeringstroepen konden verweren. Toen het stadsbestuur dit weigerde, forceerden zij zelf de sloten van de opslagplaats en bewapenden zich.

### Escalatie
Ondertussen was er vanaf 10 uur een kerkdienst bezig in de Sint-Jacobskerk, waar de dienstdoende priester een fel anti-Spaanse preek hield; gecombineerd met de mededeling dat de Spaanse schepen al op de rede van Vlissingen voor anker lagen, liepen hierdoor de emoties onder de kerkgangers hoog op. Na de dienst zou een grote groep kerkgangers zich rond 11u30 hebben aangesloten bij de boze menigte bij het stadhuis. Volgens de overlevering zou een kwartiermaker een van deze kerkgangers hebben verwond, waarna deze en andere burgers zich met privéwapens gewapend zouden hebben. Nadat beide groepen zich rond 12 uur hadden bewapend, liepen ze naar het havenhoofd, waar rond 12u30 een vrijwilliger een kanonschot op de Spaanse vloot zou hebben gelost. Volgens andere bronnen waren er meerdere waarschuwingsschoten richting de waarschijnlijk zes soldatenschepen. Een soldaat zwom naar wal en verzocht de gewapende burgers het vuren te staken. Na onderhandelingen beloofden de Spaanse schepen rond 13 uur aan de meute te zullen vertrekken zodra het weer gebeterd was. Nadat de rebellen de Spaanse vloot volgens afspraak een tijd ongemoeid hadden gelaten, verspreidden zich echter wilde geruchten onder de meute over wat voor wraakacties de Spaanse soldaten tegen de Vlissingers aan het smeden zouden zijn. De opstandelingen begonnen nu gericht te schieten met het doel de schepen tot zinken te brengen of te verdrijven. De gouverneur, die door het bombardement was opgeschrikt, kwam gauw tussenbeide en verbood de burgers uitdrukkelijk op te schepen te vuren, waarna zij stopten en er een felle discussie ontstond. Volgens andere bronnen keerde de menigte na één waarschuwingsschot terug naar het stadhuis om daar verhaal te gaan halen bij het stadsbestuur.
Vanwege de ongeregeldheden werd intussen de hulp ingeroepen van Anthonie van Bourgondië-Wacken, de gouverneur van Walcheren, die uit Middelburg moest komen. Hij zat in de kerk de Paasmis bij te wonen toen hij het slechte nieuws hoorde en zich halsoverkop naar Vlissingen haastte, waar de baljuw en een burgemeester hem buiten de poort al tegemoet kwamen. Op het stadhuis trachtte de gouverneur nog tevergeefs alle aanwezigen, waaronder de magistraat en de pastoor, te overtuigen dat de inkwartiering van de regeringstroepen noodzakelijk was voor de landsverdediging, verwijzend naar de geuzen die recent in Den Briel hadden toegeslagen. Hoewel allen koningsgezind waren, vertelden de bestuuders hem met een lange lijst aan klachten (waarvan de pastoor de waarheid bevestigde) dat dit absoluut onmogelijk was; die Spaanse troepen konden beter naar Den Briel worden gestuurd om tegen de geuzen te vechten of naar Middelburg dat rijk genoeg was om hun soldij te betalen, redeneerde de magistraat. Tussen 13u30 en 14u zou Anthonie vergeefs hebben geprobeerd om de gemoederen te bedaren; de gewapende burgers werden steeds vijandiger naar hem en de kwartiermakers en verjoegen de vier uiteindelijk naar Middelburg. Op enkele schermutselingen en verwondingen na vielen er geen doden tijdens deze opstand van gewapende burgers tegen het gezag en de regeringstroepen. Het stadsbestuur werd verder vrijwel intact gelaten, al werd er wel een comité van 4 hoplieden aangesteld voor de ordehandhaving.

### Vertrek Waalse soldaten
Ondertussen hadden veel Waalse soldaten Vlissingen al verlaten en anderen volgden later. Het lijkt erop dat zij zich tijdens het volksoproer volkomen afzijdig hebben gehouden en uit eigen beweging de stad hebben verlaten. De 60 Waalse garnizoenstroepen worden nergens genoemd in het uitvoerige verslag dat Anthonie van Bourgondië op 6 april over de gebeurtenissen schreef aan Alva in Brussel. Er zijn aanwijzingen dat de 60 Walen al in de ochtend van 6 april de stad hadden verlaten op zoek naar voedsel, aangezien ze al lange tijd geen soldij hadden ontvangen. Op 8 april kwamen er ongeveer 70 Waalse soldaten aan bij de muren van Middelburg, die vervolgens op kosten van de stad buiten de poorten in herbergen van voedsel werden voorzien; mogelijk was dit het voormalige Waalse garnizoen uit Vlissingen.

### Afbraak citadel
Enkele dagen na de opstand van Vlissingen vond de Bestorming van Rotterdam plaats. Toen het nieuws daarvan Vlissingen bereikte, zorgde het voor nog meer vastberadenheid bij de opstandelingen. De vier hoplieden zetten de laatste huurlingen en stad uit en legden de bouw van de citadel stil. Burgers maakten de verrezen constructies en ook het kruithuis met de grond gelijk.

## Nasleep

### Pacheco

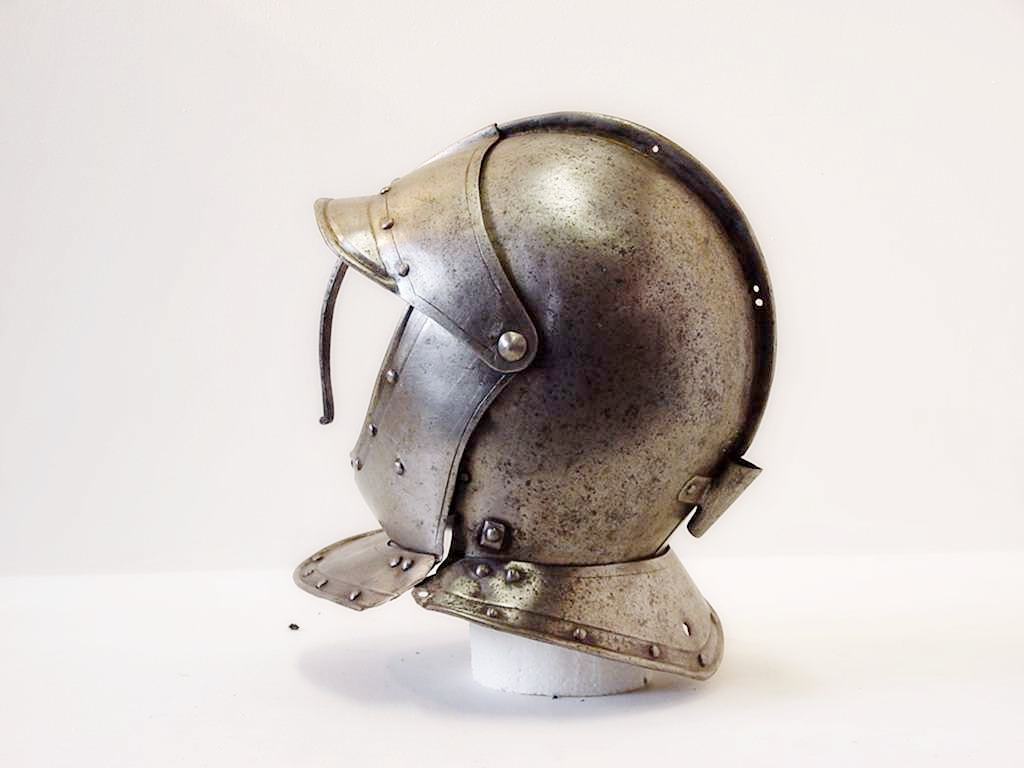
Helm van de uitrusting van Pacheco

Op 7 april, net nadat de Waalse soldaten uit de stad waren vertrokken dan wel verdreven, arriveerde er een koninklijke brik onder leiding van een zekere Fernando of Hernando Pacheco (Pachieo, Pacieco). Hij kwam om scheepvaartroutes en ontschepingsmogelijkheden te onderzoeken en was nog niet op de hoogte gebracht van de Vlissingse opstand. In Vlissingen ging het gerucht dat zijn schip vol Spaanse soldaten zou zitten, waarop de woedende rebellen het vaartuig enterden, Pacheco aan het hoofd verwondden, gevangennamen en een maand lang opsloten. Begin mei werd hij met twee van zijn manschappen opgehangen, al is onduidelijk waarom precies. Eeuwenlang is ten onrechte gedacht dat het Don Pedro Pacheco betrof, een edelman en neef van Alva. Het misverstand zou zijn ontstaan door een 17e-eeuwse gravure van Jan Luyken, waarop de terechtstelling is uitgebeeld. Andere verhalen die de ronde deden over Pacheco waren dat hij als krijgsbouwmeester verantwoordelijk voor de citadelbouw was, dat hij in Deventer de commandant van de bezettingsmacht was geweest, plus nog een reeks gruwelijke verdachtmakingen waaronder dat hij een dochter van een man uit Deventer "voor eigen gebruik had opgeëist"; daarom drong de Deventer delegatie aan op de doodstraf.
In 2009 bracht historica C. Rooze-Stouthamer met de publicatie van haar boek Opmaat tot de Opstand. Zeeland en het centraal gezag (1566–1572) het ware verhaal aan het licht. Ad Tramper van het Zeeuws Archief: "Zij heeft baanbrekend onderzoek gedaan in de archieven in Brussel en handgeschreven documenten ontcijferd die ook nog eens in het oud-Frans zijn geschreven. (...) Daaruit kwam naar voren dat niet Don Pacheco in Vlissingen ter dood is gebracht maar Hernando Pacheco, een kapitein van de Spaanse infanterie." Tijdens de tweejaarlijkse 6 april-vieringen is dus jarenlang het onjuiste verhaal over Pacheco verteld.

### Verdere ontwikkelingen
Naderhand verzocht gouverneur Anthonie aan de Vlissingse kapiteins om een schriftelijke verklaring af te leveren om de handelwijze van de stad te verantwoorden. Dit document, Redenen moverende den gemeente der stadt van Vlissinghe omme de wapenen an te grijppen ende geen Spaensche soldaten binnen derzelver stede te ontvanghen in 't gheel ofte deel, stuurde Anthonie op 9 april door naar de regering in Brussel. Het bevatte veel openlijke kritiek aan het adres van Alva over het schenden van privileges, nieuwe belastingen, het feit dat veel inwoners de stad hadden verlaten, de welvaart in het slop zat en dat het opdringen van een nieuw Spaans garnizoen de druppel was. De stedelingen verklaarden als goede ende getrouwe onderzaten van Zijne Majesteyt al hun verplichtingen na te komen, maar zelf de defensie van Vlissingen op zich te nemen.
De Geuzen ontvingen een brief van het burgercomité van Vlissingen met een roep om hulp. Deze werd door Kuijck op 11 april in Den Briel aan hen overhandigd. Tegen 20 april zouden 3 schepen met 300 nieuw gerekruteerde rebellen (volgens Bor vooral afkomstig uit Rotterdam) onder leiding van Willem Blois van Treslong aankomen in de Vlissingse haven.
Hoewel Alva al sinds 4 april van de inname van Den Briel wist, leek hij lange tijd de koning hierover niet te willen informeren, aangezien hij in zijn brieven van 3, 4, 5, 7 en 17 april 1572 aan koning Filips II niet repte over wat er in Holland en Zeeland gebeurde. Pas in zijn brief van 26 april meldde hij dat Den Briel en Vlissingen in handen van rebellen waren beland.
Vlissingen werd de tweede stad die in Geuzenhanden viel, al gauw viel ook Veere. Met Enkhuizen was Vlissingen de enige stad die spontaan in opstand kwam, zonder dreiging van de Geuzen. Het jaar erop werd er nog een poging ondernomen om Vlissingen in te nemen met de Slag bij Vlissingen. Het duurde tot 1574 vóór de stad Middelburg viel en heel Walcheren vrij was van de Habsburgse regeringstroepen.
Een oud rijm over de acties van de Geuzen luidt: Eén april verloor Alva zijn bril (Den Brielle). Over Vlissingen zei men, verwijzend naar het stadswapen: Aprilletje-zes verloor hij zijn fles. Overigens zou ook de zegswijze Jan en alleman tijdens deze episode zijn ontstaan, omdat de katholiek Jan Alman zich ging bewapenen, wat bij het voortvertellen werd begrepen als "Jan en iedereen". Of deze in de 19e eeuw opgetekende verklaring waar is, is onbekend.